# جون بيغيلو تايلور
جون بيغيلو تايلور (بالإنجليزية: John Bigelow Taylor)‏ هو مصور أمريكي، ولد في 1950.